# بیل ویثرز
بیل ویثرز (به انگلیسی: Bill Withers)؛ (زادهٔ ۴ ژوئیهٔ ۱۹۳۸ – درگذشته ۳۰ مارس ۲۰۲۰) خواننده-ترانه‌سرا و موسیقی‌دان اهل ایالات متحده آمریکا و هنرمند تأثیرگذار موسیقی سول بود که بین سال‌های ۱۹۶۳ تا ۱۹۸۵ کار می‌کرد. او پدیدآور ترانه‌هایی مانند «آفتابی نیست» (Ain't No Sunshine) و «فقط ما دوتا» (Just the Two of Us) بود.

## زندگی نامه

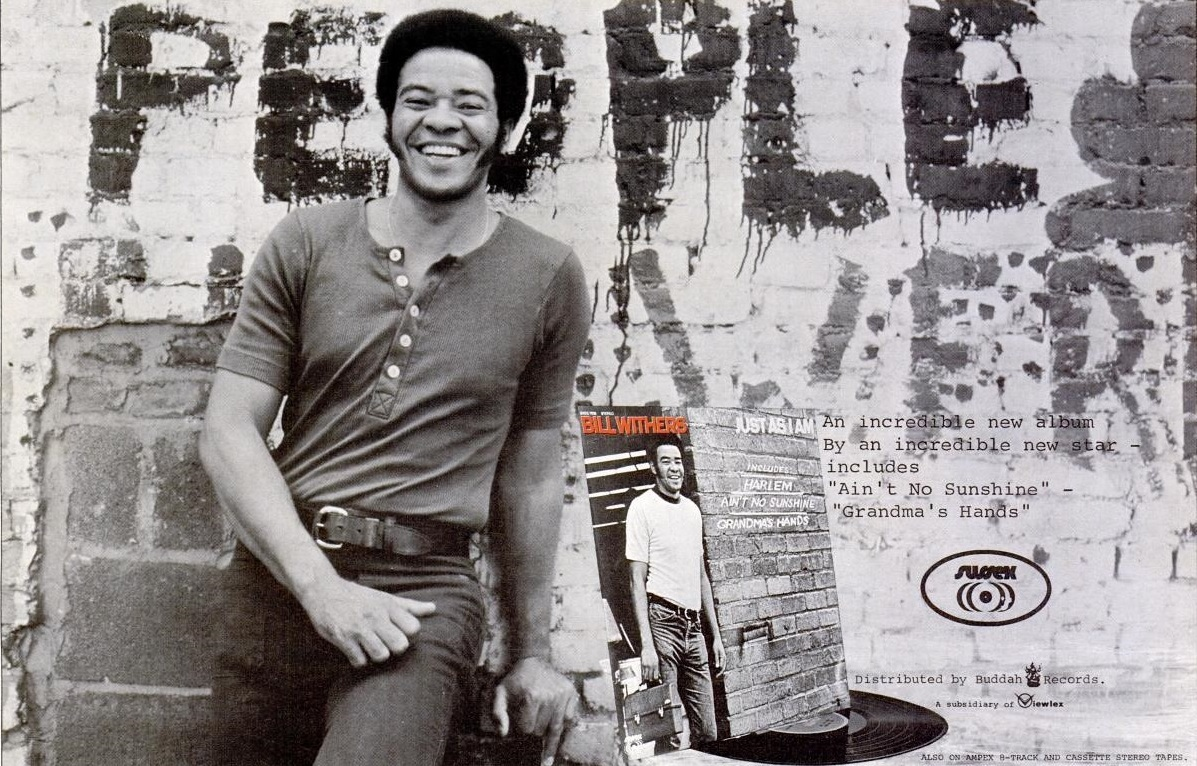
پوستر فقط به من تکیه کن

ویدرز جوان‌ترین فرزند خانواده بود و در اسلب فورک، ویریجینیای غربی به دنیا آمد. به‌طور مادرزادی لکنت داشت و دوران سختی را گذراند تا بتواند بر لکنت زبانش غلبه کند. در ۱۳ سالگی پدرش را از دست داد و در ۱۷ سالگی به نیروی دریایی آمریکا پیوست. ۹ سال در نیروی دریایی خدمت کرد و در همین مدت هم به خوانندگی و ترانه‌سرایی علاقه‌مند شد. بعد از خروج از نیروی دریایی به لس‌آنجلس نقل مکان کرد تا موسیقی را به‌طور حرفه‌ای دنبال کند. ویدرز در طی ۱۵ سال فعالیتش بین سال‌های ۱۹۷۰ تا ۱۹۸۵، خالق آثار ماندگاری همچون «دیگر آفتابی نیست»، «دست‌های مادربزرگ»، «تنها ما دوتا» و «به من تکیه کن» بود. او در طی دوران فعالیتش موفق به دریافت سه جایزه گرمی هم شده بود. او همچنین در سال ۲۰۱۶ صاحب ستاره‌ای در پیاده‌روی مشاهیر هالیوود شد. از زندگی بیل ویدرز فیلم مستندی به نام «همچنان بیل» در سال ۲۰۰۹ ساخته شد، و در سال ۲۰۱۵ نامش در تالار مشاهیر راک اند رول در ایالت اوهایو ثبت شد. بیل ویدرز به دلیل بیماری قلبی در سن ۸۱ سالگی درگذشت.